# Atestacja pracy
Atestacja pracy to ocena przydatności eksploatacyjnej i ergonomicznej stanowiska pracy. W tej atestacji podlega ocenie poziom wyposażenia danego stanowiska, technologiczny i organizacyjny oraz warunki ekonomiczne i pracy oraz zabezpieczenie bhp.
Przy atestacji pracy są uwzględnione czynniki:
- zastosowane oprzyrządowanie, obsługę stanowiska pracy
- proces technologiczny, mechanizację produkcji i pracy
- bezpieczeństwo i higienę
- fizyczne warunki pracy
- podział pracy, kooperację i stopień znormalizowania pracy.

Atestacja pracy powinna stwierdzić:
- przydatność eksploatacyjną
- konieczność dokonania postulowanych zmian
- potrzebę ustalenia komu należy wypłacać dodatki za pracę w warunkach uciążliwych i szkodliwych dla zdrowia.